# Щербаков, Владимир Васильевич
Владимир Васильевич Щербаков (26 февраля 1909, Юзовка — 17 апреля 1985, Москва) — советский политический и государственный деятель, педагог, профессор, кандидат экономических наук, директор/ректор Московского финансового института (1953—1985). Депутат Верховного Совета СССР 3 созыва (1950—1954).

## Биография
Родился 26 февраля 1909 года.
После окончания Харьковского инженерно-экономического института в 1930 году и аспирантуры при нём (1935) работал на кафедре политической экономии альма матер, затем механико-машиностроительного института в Харькове. С 1938 года — доцент.
С 1939 года — на партийной работе: секретарь Харьковского областного комитета ЛКСМ Украины, заместитель заведующего Отделом пропаганды и агитации ЦК ВЛКСМ.
В 1942—1943 годах — заместитель начальника Политического управления Народного комиссариата земледелия СССР. С 1943 — ответственный организатор Управления кадров ЦК ВКП(б), затем заместитель заведующего Отделом партийных кадров Управления кадров ЦК ВКП(б).
До марта 1946 года работал заведующим Отделом партийных кадров Управления кадров ЦК ВКП(б).
С марта 1946 года по июнь 1947 года — председатель Бюро ЦК ВКП(б) по Литве.
С 18 июня 1947 года по 4 июля 1951 года — первый секретарь Калининградского обкома ВКП(б).
После освобождения с поста первого секретаря до 1953 года работал заместителем министра кинематографии СССР.
В августе 1953 года — директор, позже до самой смерти в 1985 году — бессменный ректор Московского финансового института (ныне Финансовый университет при Правительстве Российской Федерации). За время работы ректором В. В. Щербаков проявил себя талантливым организатором, решительным администратором. Под его руководством работа института значительно улучшилась, он стал ведущим финансово-экономическим вузом страны.
С 1967 года — профессор кафедры политической экономии. Стаж педагогической работы в вузах — около 30 лет.
Депутат Верховного Совета СССР 3 созыва (1950—1954). Член редколлегии журнала «Вестник высшей школы».

## Избранные публикации
- Вывоз капитала в системе империализма. — М.: Высшая школа, 1966. — 144 с.
- Экспорт капитала в условиях дальнейшего обострения общего кризиса капитализма. — М.: Высшая школа, 1981. — 173 с. (в соавт. с Ю. И. Юдановым).
- Роль банков в усилении господства финансового капитала / Под ред. В. В. Щербакова, Г. П. Солюса, В. В. Мотылева. — М.: Финансы и статистика, 1985. — 207 с.

## Награды
- Орден Ленина (8.04.1947)
- Орден Отечественной войны I степени (6.11.1945)
- Орден Отечественной войны II степени
- 2 ордена Трудового Красного Знамени
- Медаль «В ознаменование 100-летия со дня рождения Владимира Ильича Ленина»
- Медаль «За оборону Москвы»
- Медаль «За доблестный труд в Великой Отечественной войне 1941—1945 гг.»
- Юбилейная медаль «50 лет Вооружённых Сил СССР»
- Юбилейная медаль «60 лет Вооружённых Сил СССР»
- Почётная грамота Президиума Верховного Совета РСФСР